# SCO Group
SCO Group, ursprungligen Santa Cruz Operation Group, var en amerikansk Unix- och datorkonsultfirma grundad 1979 av Doug Michels och Larry Michels.
SCO äger begränsade rättigheter till operativsystemet Unix och har även skapat en Linuxdistribution.
Delar av SCO blev uppköpt av Caldera Systems som senare bytte namn till SCO, ursprungliga SCO bytte då namn till Tarantella men den delen köptes senare upp av Sun.
Under år 2003 blossade en rättstvist upp mellan SCO (Caldera under nytt namn) och företag bakom andra linuxdistributioner och företag som indirekt stödde operativsystemet GNU/Linux genom att finansiera utveckling av den och dess distribution, bland andra Red Hat och IBM. Tvisten började då Caldera Systems bytte namn till SCO och påstod att Linux innehåller kod som ägs av dem.
Den 14 september 2007 lade SCO in en begäran om skydd mot sina kreditorer, en sk. Chapter 11. Företaget har förklarat sig själv i konkurs.

## Produkter
- SCO OpenServer
- SCO UnixWare
- SCAMP – SCO+Apache+MySQL+PHP/Perl
- EdgeClick – plattform för mobila tjänster
- HipCheck – övervakningsplattform

## SCO:s rättstvister
Sedan Caldera Systems köpte upp delar av SCO och sedermera antog namnet SCO har företaget ändrat strategi, de försöker nu få betalt för intellektuellt kapital genom flera olika licensieringssystem under samlingsnamnet SCOSource, den kanske mest kända är deras licens för att köra Linux, samt genom att stämma licensiater, tidigare kunder och samarbetspartners.

### SCO mot IBM
Den 6 mars 2003 lämnade SCO in en stämning mot IBM och krävde ersättning i miljarddollarklassen för olika brott IBM skulle begått mot SCO. IBM anklagades bland annat för att ha läckt källkod från UNIX System V till Linux via AIX och Dynix, avslöjat hemliga koncept och metoder samt försökt förstöra hela Unix-affärsområdet.
I inledningen av stämningen var SCO väldigt högljudda i pressen med att det var miljontals rader kod i Linux som var direkt kopierade från Unix SysV – något som står i bjärt kontrast till de 326 rader som SCO lämnat in som bevis.
SCO har även dragit in licensen för AIX och Sequent, något IBM hävdar är omöjligt med hänvisning till att licensen inte går att dra in (fully paid-up and irrevocable). Novell har dessutom rätt att stoppa (och har stoppat) SCO från att dra in IBM:s licens.
Under processen har SCO drabbats av en del bakslag, bland annat har domaren i målet sagt att de har en häpnadsväckande brist på bevis (astonishing lack of evidence).
Enligt de senaste rättegångsdokumenten pekar SCO främst på följande:
- IBM har donerat källkoden till JFS till Linux, ett påstått kontraktsbrott
  - JFS är ett journalförande filsystem som är helt utvecklat av IBM
- IBM har donerat källkoden till RCU, Read-Copy-Update, en avancerad minneshanteringsalgoritm, ett påstått kontraktsbrott
  - Sequent som uppfunnit och ägde patent på RCU köptes upp av IBM som numera äger patent och copyright
- IBM har donerat källkod till testsviter (LTP, Linux Test Project) för Linux, ett påstått kontraktsbrott
- Negativ "know-how", ett påstått kontraktsbrott

Efter domslutet i SCO mot Novell från den 10 augusti 2007 (se nedan) har parterna i SCO mot IBM ombetts summera vad som kvarstår av stämningen i målet eftersom avgörandet i SCO mot Novell också avgör stora delar av SCO mot IBM. Summeringen lyder:
- ...the Novell Decision effectively forecloses all of SCO:s claims; (2) requires summary judgment in favor of IBM on several of its counterclaims and strengthens IBM:s remaining counterclaims; and (3) impacts all of the pending motions.

#### Expertvittnen

##### IBMs expertvittnen
- Randall Davis
- Dr. Earl K. Stice
- Andrew K. Morton
- Lorin M. Hitt
- M. Frans Kaashoek
- Jonathan Eunice
- Dr. Jonathan D. Putnam
- Timothy F. Bresnahan
- Professor J.R. Kearl
- Robert D. Willig
- Brian W. Kernighan
- Randall Davis

##### SCOs expertvittnen
- Dr. Thomas A. Cargill
- Dr. Jeffrey Leitzinger
- Christine A. Botosan
- Gary Pisano

### SCO mot Novell
SCO stämde Novell 1 januari 2004 för förtal. SCO hävdade felaktigt att de, inte Novell, äger rättigheterna till Unix.
Domaren i både SCO mot IBM och SCO mot Novell, Dale Kimball, beslutade att SCO mot Novell skulle avgöras först.
Företag som Microsoft och Sun Microsystems köpte enligt egen utsago licenser från SCO för att respektera företagets upphovsrätt. SCO uppgav också officiellt att varken Microsoft, Sun eller HP brutit mot licensvillkoren, något de hävdar IBM gjort.
Efter att dispyten med Novell började har de hävdat att SCO inte ens har rätt att sälja nya Unix-licenser, vilket skedde i fallen med Sun och Microsoft.
Fredagen den 10 augusti 2007 kom ett domstolsutslag som klargjorde att Novell, inte SCO, äger copyrighten till UNIX och UnixWare och att Novell har rätten att verka å SCO:s vägnar och få dem att avstå från att stämma IBM för något som rör Unix SVRX. Vidare ska Novell ha del av de licenspengar SCO fick från Microsoft och Sun Microsystems.
I SCO:s uttalande om domslutet uttrycker de sin besvikelse och det finns en antydan att de kommer överklaga.
Novells uttalande om domslutet säger att hela kärnan för SCO:s rättstvister nu är borta.

### Red Hat mot SCO
Den 4 augusti 2003 stämde Red Hat, den största av Linuxdistributörerna, SCO för att få klargjort att Linux inte bryter mot någon upphovsrätt som SCO har. 10 oktober 2007 stängdes tvisten, men kan återupptas om rätten anser det nödvändigt efter att bland annat tvisten mellan SCO och IBM blir klar. Inget stoppdatum har satts

### Andra tvister
SCO stämde även två före detta kunder till dem, AutoZone och DaimlerChrysler, men de två stämningarna slutade som en förlust för SCO.